# Goat River (biflöde till Kootenay River)
Goat River är ett vattendrag i Kanada.   Det ligger i provinsen British Columbia, i den södra delen av landet, 3 100 km väster om huvudstaden Ottawa.
Omgivningarna runt Goat River är en mosaik av jordbruksmark och naturlig växtlighet. Runt Goat River är det mycket glesbefolkat, med 3 invånare per kvadratkilometer.